# 어마야
어마야(Amaya)는 W3C에서 제작한 오픈 소스 웹 브라우저 및 웹 에디터이다. 2008년 5월 15일 기준으로, 한글이 처리되지 않는 문제점이 있다.

## 같이 보기
- 아레나 (웹 브라우저)